# 147. strelska divizija (ZSSR)
147. strelska divizija (izvirno rusko 147. стрелковая дивизия; kratica 147. SD) je bila strelska divizija Rdeče armade v času druge svetovne vojne.

## Zgodovina
Divizija je bila ustanovljena septembra 1939 v Lubniju in bila uničena avgusta 1941 v Kijevu. Ponovno je bila ustanovljena aprila 1942 v Kazanu.